# Yuppie
Yuppie (del inglés young urban professional, joven profesional urbano) es un término que designa a una persona joven con estudios universitarios, que vive en una ciudad grande y tiene un trabajo de alto nivel, perteneciente a la clase alta o media alta. Se empezó a utilizar a principios de los años 80 y entró en desuso en gran parte de la cultura popular estadounidense a finales de esa misma década, debido en parte a la crisis provocada por el Lunes Negro y a la consecutiva recesión de principios de los años 90. Sin embargo se ha seguido en la época  de los 80 del siglo XXI, por ejemplo en publicaciones como National Review, The Weekly Standard y Details.

## Características
El término yuppie describe el comportamiento típico según el estereotipo del joven ejecutivo común en Estados Unidos. Básicamente son personas entre 20 y 39 años, recién graduados en la universidad, que ejercen sus profesiones y tienen ingresos medio-altos. Además, están al día tecnológicamente hablando y visten a la moda. Tienen una marcada tendencia a valorar en exceso lo material, siendo típicas las inversiones en bolsas de valores, la compra de vehículos y el mantenerse a la vanguardia en tecnología (móviles más sofisticados, notepads, etcétera). 
El término es, sin embargo, más utilizado de manera peyorativa para definir al profesional joven, exitoso, arrogante e “inmerecidamente rico” debido a su búsqueda primordial de su estatus de convivencia. La escasez de tiempo y el estrés con el que viven (debido a su afán por mantener su status quo) afectan sus relaciones familiares.
Políticamente hablando, se podría decir que son mucho menos liberales —el término «liberal» en Estados Unidos describe tendencias hacia la izquierda política, al contrario que en Europa— que sus “predecesores”: los hippies. También se puede decir que son más liberales que los obreros manuales pero más conservadores que los considerados “pobres urbanos”. A nivel de partidos, por lo general se alinean con un partido en masa cuando se considera en estilo afiliársele (es decir, muchos fueron republicanos en los 80 y a finales de los 90, y demócratas a principios de los 90 y 2000) y con cualquier presidente que haya acertado en la institución de políticas económicas beneficiosas para la clase media-alta, como Ronald Reagan en los años 80 y Bill Clinton en los años 90. De hecho, Barack Obama fue descripto como una personificación de los yuppies debido a su formación académica en la Ivy League y su estilo de vida profesional urbana en Chicago antes de entrar a la política.